# Sclerasterias contorta
Sclerasterias contorta is een zeester uit de familie Asteriidae.
De wetenschappelijke naam van de soort werd in 1881 gepubliceerd door Edmond Perrier.